# Hordeum aegiceras
Hordeum aegiceras là một loài thực vật có hoa trong họ Hòa thảo. Loài này được Nees ex Royle mô tả khoa học đầu tiên năm 1840.